# Bunraku
Bunraku (文楽 (Văn Lạc)), còn được gọi là Ningyō jōruri (人形浄瑠璃 (Nhân Hình Tịnh Lưu Ly)), Nhân hình tịnh lưu ly), là một thể loại kịch rối truyền thống Nhật Bản, khởi phát ở Osaka năm 1684.

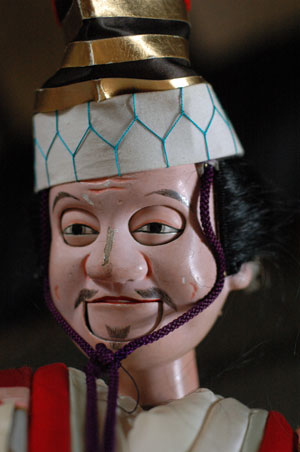
Một đầu rối bunraku. Con rối đặc biệt này là chiếc đầu dùng trong vở Sanbaso

Có ba loại người trình diễn trong một vở bunraku:
- Ningyōtsukai hay Ningyōzukai - Người điểu khiển rối
- Tayū - người lĩnh xướng
- Shamisen ("Tam vị tuyến") diễn viên

Thông thường các nhạc cụ khác như trống taiko cũng được dùng.
Thuật ngữ chính xác nhất cho kịch rối truyền thống Nhật Bản là ningyō jōruri. Sự kết hợp của lĩnh xướng và kịch nghệ shamisen được gọi là jōruri và trong tiếng Nhật, con rối được gọi là ningyō.

## Lịch sử
Ban đầu, cụm từ "Bunraku" chỉ dùng để chỉ nhà hát đặc biệt thành lập ở Osaka năm 1872, được đặt tên là Bunrakuza theo tên của người điểu khiển rối Uemura Bunrakken vào đầu thế kỷ 19 ở đảo Awaji, người mà với những cố gắng của mình đã phục hồi lại di sản kịch rối truyền thống đang suy tàn vào thế kỷ 19.
Sau này sự nổi trội của Nhà hát Bunraku Quốc gia Nhật Bản, hậu duệ của nhà hát được Bunrakken thành lập, đã làm phổ cập cái tên "Bunraku" trong thế kỷ 20 đến mức mà nhiều người Nhật dùng cụm từ này để chỉ chung mọi loại hình kịch rối truyền thống Nhật Bản.
Tuy vậy, phần lớn các đoàn kịch rối truyền thống đang tồn tại hiện nay ngoài Oska đểu được thành lập và đặt tên rất lâu sau thời Uemura Bunrakukken và nhà hát của ông, vì vậy họ không dùng từ này để chỉ mình. Một số trường hợp ngoại lệ là các đoàn kịch được thành lập từ những người điều khiển rối từ Bunraku-za hay những người học trò rời Osaka và thành lập nhà hát múa rối tại các tỉnh.

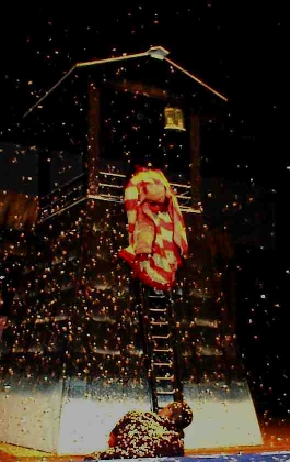
Một cảnh trong vở Date Musume Koi no Hikanoko, trong đó Oshichi, con gái một người bán rau quả, trèo lên một tháp hiệu trong một đêm tuyết rơi vì nghe theo một lời báo hiệu nhầm để cứu người yêu. Một vở diễn tại Nhà hát rối truyền thống Tonda ở Nagahama, tỉnh Shiga.

## Cơ sở của Bunraku
Con rối Bunraku có kích cỡ cao từ 0,75 đến 1,2m hay hơn, dựa trên tuổi tác, giới tính của nhân vật và tục lệ của mỗi đoàn kịch riêng. Trong rất nhiều nhà hát trên khắp Nhật Bản, rối truyền thống Osaka nói chung là nhỏ nhất, trong khi rối truyền thống Awaji, nơi phần lớn các vở kịch ban đầu được diễn ở không gian lớn ngoài trời, là lớn nhất.
Đầu và tay của rối truyền thống được các chuyên gia chạm trổ, trong khi thân mình và trang phục thường được người điểu khiển rối thực hiện. Đầu có thể có nhiều máy móc tinh xảo. Trong các vở kịch để tài siêu nhiên, một cỏn ối có thể được thiết kế sao cho mặt chúng có thể nhanh chóng chuyển thành mặt quỷ. Những chiếc đầu ít phức tạp hơn có thể biết chớp mắt, đảo mắt, nhắm mắt và mũi, mồm, lông mày có thể di.
Việc điều khiển mọi chuyển động của các bộ phận trên đầu được đặt trên một tay cầm gắn vào cổ con rối và được nghệ sĩ rối chính điều khiển bằng cách đưa tay trái vào ngực con rối thông qua một cái lỗ ở sau thân.
Nghệ sĩ rối chính, omozukai, dùng tay phải để điểu khiển tay phải con rối. Nghệ sĩ rối bên trái, được gọi là hidarizukai hay sashizukai, phục thuộc vào truyền thống của đoàn kịch, điều khiển tay trái con rối bằng tay phải của mình qua một cây gậy điểu khiển gắn vào cùi trỏ con rối. Nghệ sĩ rối thứ ba, gọi là ashizukai, điểu khiển cẳng chân và bàn chân.
Tất cả các con rối trừ các con rối rất phụ đều cần ba người điểu khiển, tất cả bọn họ đều được khán giả thấy rõ, và thường mặt áo dài đen. Phong tục một số nơi còn yêu cầu tất cả nghệ sĩ rối đội mũ trùm đen, trong khi một số khác, bao gồm Nhà hát Bunraku Quốc gia, thì nghệ sĩ rối để đầu trần, một phong cách biểu diễn gọi là dezukai.
Thường một người lĩnh xướng thuật lại mọi phần của nhân vật, dùng cao độ giọng khác nhau để chuyển đổi qua các nhân vật. Tuy vậy, đôi khi lại sử dụng nhiều người lĩnh xướng. Người lĩnh xướng ngồi cạnh người chơi shamisen trên một bệ nổi, và mỗi khi bệ này xoay, mang theo nhạc cụ thay thế cho cảnh tiếp.
Shamisen dùng trong bunraku có thanh điêu khác với các shamisen khác. Giọng trầm hơn và tiếng cũng đầy hơn.
Bunraku có chung nhiều chủ đề với kabuki. Thực tế, nhiều vở kịch đều được viết cho cả diễn viên kabuki lẫn các đoàn kịch rối bunraku. Bunraku đặc biệt chú ý đến những vở kịch tự sát của các đôi nhân tình. Câu chuyện 47 Ronin nổi tiếng ở cả bunraku lẫn kabuki.

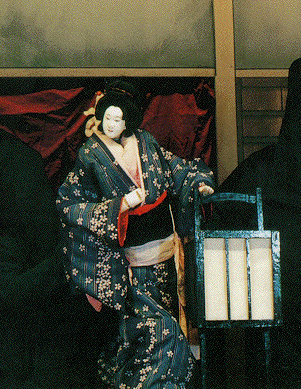
Nhân vật Osono, trong vở Hade Sugata Onna Maiginu, trong vở diễn của Đoàn kịch rối truyền thống Tonda ở Nagahama, tỉnh Shiga.

Bunraku là tác giả của nhà hát, ngườ với kabuki, là người biểu diễn của nhà hát. Trong Bunraku, trước buổi diễn, người lĩnh xướng nêu ra câu chuyện và cúi chào khán giả, hứa sẽ thuật lại một cách trung thực. Ở kabuki, diễn viên thường sử dụng lỗi chơi chữ trong tên mình, ứng khẩu, tham khảo thêm những gì đang diễn ra và một số thứ khác có thể không đúng theo kịch bản.
Nhà viết kịch Bunraku nổi tiếng nhất là Chikamatsu Monzaemon. Với sự nghiệp hơn một trăm vở kịch, đôi khi ông được gọi là Shakespeare của nước Nhật.
Các đoàn kịch, diễn viên, và người làm rối bunraku đã được đưa vào danh sách các "Di sản Quốc gia sống " theo chương trình bảo tồn văn hóa truyền thống của Nhật.

## Ngày nay
Osaka là nhà của đoàn kịch do chính phủ tài trợ tại Nhà hát Bunraku Quốc gia. Đoàn kịch thường diễn từ năm vở trở lên mỗi năm, mỗi vở diễn trong vòng từ 2 đến 3 tuần ở Osaka trước khi chuyển đến Tokyo diễn tại Nhà hát Quốc gia. Đoàn kịch Bunraku Quoocsi gia cũng lưu diễn trên toàn nước Nhật và đôi khi cũng ra nước ngoài.
Cho đến cuối những năm 1800, có hàng trăm đoàn kịch chuyên nghiệp, bán chuyên nghiệp và không chuyên trên khắp nước Nhật và trình diễn kịch rối truyền thống.
Kể từ sau thế chiến thứ II, số lượng đoàn kịch chỉ còn dưới 30, phần lớn các đoàn chỉ biểu diễn 1 hay 2 lần một năm, thường kết hợp với các lễ hội địa phương. Tuy vậy, một vài đoàn kịch vùng vẫn tiếp tục biểu diễn hăng hái.
Đoàn kịch rối Awaji, nằm ở đảo Awaji phía Tây Kobe, diễn các vở kịch ngắn hàng này và những vở lớn hơn tại nhà hát của mình. Họ đã lưu diễn tại Mỹ, Nga và nhiều quốc gia khác.
Đoàn kịch Bunraku truyền thống Tonda tại tỉnh Shiga, thành lập trong những năm 1830, đã lưu diễn tại Mỹ và Australia 5 lần và rất tích cực tổ chức các chương trình hàn lâm ở Nhật Bản cho các sinh viên Mỹ muốn theo học kịch rối truyền thống Nhật Bản.
Đoàn kịch rối Imada, đã biểu diễn tại Pháp, Đài Loan, Mỹ, cũng như Đoàn kịch rối Kurroda ở thành phố Ida, tỉnh Nagano. Cả hai đoàn này, với lịch sử hơn 300 năm, biểu diễn đều đặn và cũng tích cực chăm lo cho một thế hệ nghệ sĩ rối mới và khai phá thêm các kiến thức về nghệ thuật rối qua các chương trình đào tạo ở các trường trung học và dạy các sinh viên Mỹ trong các chương trình học thuật mùa hè tại nhà hát của mình.
Sự hâm mộ kịch rối Bunraku ngày càng tăng đã góp phần vào việc thành lập đoàn kịch rối truyền thống Nhật Bản đầu tiên ở Bắc Mỹ. Từ năm 2003, Đoàn kịch rối Bunraku Bay, đặt trụ sở tại Đại học Missouri, Columbia, Missouri, đã diễn tại các nơi gặp mặt vòng quanh nước Mỹ, bao gồm Trung tâm biểu diễn nghệ thuật Kennedy và Viện Smithsonian, cũng như ở Nhật.

## Cụm từ "Bunraku" ở phương Tây
Ở châu Âu và châu Mỹ, cụm từ "Bunraku" thường được dùng trong giới nghệ sĩ rối để miêu tả các con rối điều khiển theo lối tương tự với các nhà hát kịch rối Bunraku truyền thống Nhật Bản, ngược lại với rối tay, rối gậy, rối bóng, rối thường. Nét đặc trưng của "bunraku" phương Tây thường bao gồm nhiều nghệ sĩ rối và có thể nhìn thấy họ, trực tiếp điều khiển rối. Các yếu tố khác cạnh tranh với các nhà hát Bunraku truyền thống có lẽ là quà tặng. Việc sử dụng cụm từ này làm một số người theo chủ nghĩa thuần túy quan ngại, nhưng các nghệ sĩ rối phương Tây thấy rằng từ này khá tiện dụng trong việc miêu tả phong cách rối ảnh hưởng từ truyền thống Nhật Bản mà không một cụm từ tiếng Anh súc tích nào có được.